# Liste des planètes mineures (725001-726000)
Voici la liste des planètes mineures numérotées de 725001 à 726000. Les planètes mineures sont numérotées lorsque leur orbite est confirmée, ce qui peut parfois se produire longtemps après leur découverte. Elles sont classées ici par leur numéro.

## Planètes mineures 725001 à 726000
- (725001) 2008 SY324
- (725002) 2008 SF325
- (725003) 2008 SG325
- (725004) 2008 SM325
- (725005) 2008 SN325
- (725006) 2008 SA326
- (725007) 2008 SO326
- (725008) 2008 SO327
- (725009) 2008 SA332
- (725010) 2008 SU332
- (725011) 2008 SO333
- (725012) 2008 SU334
- (725013) 2008 SV334
- (725014) 2008 SH336
- (725015) 2008 SP337
- (725016) 2008 SX337
- (725017) 2008 SB339
- (725018) 2008 SC339
- (725019) 2008 SG339
- (725020) 2008 SJ340
- (725021) 2008 SL340
- (725022) 2008 SZ340
- (725023) 2008 SA341
- (725024) 2008 SY342
- (725025) 2008 SA344
- (725026) 2008 SL347
- (725027) 2008 SC349
- (725028) 2008 SD351
- (725029) 2008 SL354
- (725030) 2008 SX357
- (725031) 2008 TH21
- (725032) 2008 TD25
- (725033) 2008 TX30
- (725034) 2008 TN31
- (725035) 2008 TV31
- (725036) 2008 TR32
- (725037) 2008 TN34
- (725038) 2008 TZ40
- (725039) 2008 TS43
- (725040) 2008 TU49
- (725041) 2008 TM58
- (725042) 2008 TO58
- (725043) 2008 TB59
- (725044) 2008 TQ64
- (725045) 2008 TJ76
- (725046) 2008 TU86
- (725047) 2008 TU87
- (725048) 2008 TE95
- (725049) 2008 TQ100
- (725050) 2008 TV100
- (725051) 2008 TY110
- (725052) 2008 TU113
- (725053) 2008 TO114
- (725054) 2008 TV119
- (725055) 2008 TH130
- (725056) 2008 TV141
- (725057) 2008 TU143
- (725058) 2008 TV146
- (725059) 2008 TQ148
- (725060) 2008 TZ151
- (725061) 2008 TW153
- (725062) 2008 TK155
- (725063) 2008 TR155
- (725064) 2008 TG159
- (725065) 2008 TG165
- (725066) 2008 TE174
- (725067) 2008 TW175
- (725068) 2008 TG180
- (725069) 2008 TF181
- (725070) 2008 TE191
- (725071) 2008 TB192
- (725072) 2008 TZ192
- (725073) 2008 TW193
- (725074) 2008 TB194
- (725075) 2008 TS194
- (725076) 2008 TU194
- (725077) 2008 TY195
- (725078) 2008 TD196
- (725079) 2008 TT196
- (725080) 2008 TG197
- (725081) 2008 TN198
- (725082) 2008 TD199
- (725083) 2008 TH199
- (725084) 2008 TQ199
- (725085) 2008 TO200
- (725086) 2008 TW200
- (725087) 2008 TE201
- (725088) 2008 TN201
- (725089) 2008 TG204
- (725090) 2008 TN204
- (725091) 2008 TG205
- (725092) 2008 TS205
- (725093) 2008 TX205
- (725094) 2008 TJ207
- (725095) 2008 TN208
- (725096) 2008 TL211
- (725097) 2008 TZ212
- (725098) 2008 TR214
- (725099) 2008 TS214
- (725100) 2008 TZ217
- (725101) 2008 TN218
- (725102) 2008 TS220
- (725103) 2008 TM221
- (725104) 2008 TR226
- (725105) 2008 TG228
- (725106) 2008 TC231
- (725107) 2008 TA237
- (725108) 2008 TG240
- (725109) 2008 UH2
- (725110) 2008 UP5
- (725111) 2008 UX6
- (725112) 2008 UK14
- (725113) 2008 UQ16
- (725114) 2008 UJ17
- (725115) 2008 US18
- (725116) 2008 UB35
- (725117) 2008 UD35
- (725118) 2008 UL37
- (725119) 2008 UH47
- (725120) 2008 UY49
- (725121) 2008 UG51
- (725122) 2008 UU54
- (725123) 2008 UN56
- (725124) 2008 UL59
- (725125) 2008 UY64
- (725126) 2008 UP71
- (725127) 2008 US74
- (725128) 2008 UK79
- (725129) 2008 UJ80
- (725130) 2008 US82
- (725131) 2008 UH85
- (725132) 2008 UK86
- (725133) 2008 UZ89
- (725134) 2008 UX103
- (725135) 2008 UQ104
- (725136) 2008 UG105
- (725137) 2008 UN114
- (725138) 2008 UZ114
- (725139) 2008 UF117
- (725140) 2008 UE121
- (725141) 2008 UE123
- (725142) 2008 UH129
- (725143) 2008 UF131
- (725144) 2008 UM134
- (725145) 2008 UA137
- (725146) 2008 UY137
- (725147) 2008 UU152
- (725148) 2008 UZ154
- (725149) 2008 UR156
- (725150) 2008 UN159
- (725151) 2008 UQ163
- (725152) 2008 UV164
- (725153) 2008 UY177
- (725154) 2008 UU179
- (725155) 2008 UE182
- (725156) 2008 UK182
- (725157) 2008 UX192
- (725158) 2008 US195
- (725159) 2008 UP210
- (725160) 2008 UP211
- (725161) 2008 UJ212
- (725162) 2008 UM219
- (725163) 2008 UZ222
- (725164) 2008 UV226
- (725165) 2008 UF232
- (725166) 2008 UW234
- (725167) 2008 UB237
- (725168) 2008 US237
- (725169) 2008 UM238
- (725170) 2008 UF239
- (725171) 2008 UM243
- (725172) 2008 UU243
- (725173) 2008 US247
- (725174) 2008 UT252
- (725175) 2008 UP253
- (725176) 2008 UE257
- (725177) 2008 UZ261
- (725178) 2008 UE262
- (725179) 2008 UT268
- (725180) 2008 UL272
- (725181) 2008 UU273
- (725182) 2008 UZ273
- (725183) 2008 UU276
- (725184) 2008 UJ283
- (725185) 2008 UY287
- (725186) 2008 UZ292
- (725187) 2008 UE294
- (725188) 2008 UZ294
- (725189) 2008 US296
- (725190) 2008 UX296
- (725191) 2008 UZ296
- (725192) 2008 UH297
- (725193) 2008 UD298
- (725194) 2008 UN299
- (725195) 2008 UO299
- (725196) 2008 UX300
- (725197) 2008 UX301
- (725198) 2008 UX302
- (725199) 2008 UX303
- (725200) 2008 UU305
- (725201) 2008 UX306
- (725202) 2008 UZ307
- (725203) 2008 UD308
- (725204) 2008 UL308
- (725205) 2008 UM311
- (725206) 2008 UK314
- (725207) 2008 UM314
- (725208) 2008 UG318
- (725209) 2008 UW322
- (725210) 2008 UC324
- (725211) 2008 UD325
- (725212) 2008 UQ327
- (725213) 2008 UV328
- (725214) 2008 UA329
- (725215) 2008 UZ332
- (725216) 2008 UL349
- (725217) 2008 UN349
- (725218) 2008 UJ351
- (725219) 2008 UZ352
- (725220) 2008 UJ356
- (725221) 2008 UZ359
- (725222) 2008 UE360
- (725223) 2008 UL369
- (725224) 2008 UQ369
- (725225) 2008 UG374
- (725226) 2008 UH375
- (725227) 2008 UQ377
- (725228) 2008 UT377
- (725229) 2008 UC378
- (725230) 2008 UM378
- (725231) 2008 UN378
- (725232) 2008 UV378
- (725233) 2008 UA381
- (725234) 2008 UJ381
- (725235) 2008 UG382
- (725236) 2008 UN382
- (725237) 2008 UM383
- (725238) 2008 UB384
- (725239) 2008 UF385
- (725240) 2008 UN387
- (725241) 2008 UQ387
- (725242) 2008 UV387
- (725243) 2008 UH388
- (725244) 2008 UM388
- (725245) 2008 UO388
- (725246) 2008 UY388
- (725247) 2008 UB389
- (725248) 2008 UF389
- (725249) 2008 UK389
- (725250) 2008 UN389
- (725251) 2008 UW389
- (725252) 2008 UB390
- (725253) 2008 UF391
- (725254) 2008 UO391
- (725255) 2008 UZ391
- (725256) 2008 UD394
- (725257) 2008 UU394
- (725258) 2008 UH396
- (725259) 2008 US397
- (725260) 2008 UU397
- (725261) 2008 UW397
- (725262) 2008 UC398
- (725263) 2008 UT399
- (725264) 2008 UE400
- (725265) 2008 UG400
- (725266) 2008 UP400
- (725267) 2008 UC401
- (725268) 2008 UP407
- (725269) 2008 UJ408
- (725270) 2008 UV408
- (725271) 2008 UH412
- (725272) 2008 UP412
- (725273) 2008 UZ412
- (725274) 2008 UE418
- (725275) 2008 UX422
- (725276) 2008 VE6
- (725277) 2008 VQ7
- (725278) 2008 VH8
- (725279) 2008 VO8
- (725280) 2008 VH10
- (725281) 2008 VX10
- (725282) 2008 VO11
- (725283) 2008 VF12
- (725284) 2008 VP24
- (725285) 2008 VX27
- (725286) 2008 VC30
- (725287) 2008 VL32
- (725288) 2008 VY32
- (725289) 2008 VK37
- (725290) 2008 VV37
- (725291) 2008 VU40
- (725292) 2008 VM46
- (725293) 2008 VL48
- (725294) 2008 VB54
- (725295) 2008 VD56
- (725296) 2008 VF56
- (725297) 2008 VV56
- (725298) 2008 VM76
- (725299) 2008 VF81
- (725300) 2008 VU81
- (725301) 2008 VW82
- (725302) 2008 VW83
- (725303) 2008 VO84
- (725304) 2008 VU84
- (725305) 2008 VX84
- (725306) 2008 VW85
- (725307) 2008 VZ85
- (725308) 2008 VL86
- (725309) 2008 VM86
- (725310) 2008 VP86
- (725311) 2008 VM87
- (725312) 2008 VJ89
- (725313) 2008 VV89
- (725314) 2008 VZ89
- (725315) 2008 VB90
- (725316) 2008 VU90
- (725317) 2008 VY90
- (725318) 2008 VE91
- (725319) 2008 VF91
- (725320) 2008 VJ91
- (725321) 2008 VR91
- (725322) 2008 VK92
- (725323) 2008 VW92
- (725324) 2008 VD93
- (725325) 2008 VP94
- (725326) 2008 VX94
- (725327) 2008 VC95
- (725328) 2008 VQ95
- (725329) 2008 VR95
- (725330) 2008 VB96
- (725331) 2008 VS96
- (725332) 2008 VY96
- (725333) 2008 VO98
- (725334) 2008 VR98
- (725335) 2008 VL99
- (725336) 2008 VJ101
- (725337) 2008 VN101
- (725338) 2008 VH102
- (725339) 2008 VF103
- (725340) 2008 WK7
- (725341) 2008 WU8
- (725342) 2008 WQ9
- (725343) 2008 WQ12
- (725344) 2008 WV18
- (725345) 2008 WZ26
- (725346) 2008 WG29
- (725347) 2008 WG30
- (725348) 2008 WT31
- (725349) 2008 WO33
- (725350) 2008 WT33
- (725351) 2008 WM37
- (725352) 2008 WX42
- (725353) 2008 WX47
- (725354) 2008 WJ49
- (725355) 2008 WA51
- (725356) 2008 WE51
- (725357) 2008 WJ53
- (725358) 2008 WH55
- (725359) 2008 WV55
- (725360) 2008 WW55
- (725361) 2008 WE57
- (725362) 2008 WB66
- (725363) 2008 WA70
- (725364) 2008 WP70
- (725365) 2008 WK74
- (725366) 2008 WV78
- (725367) 2008 WQ79
- (725368) 2008 WT82
- (725369) 2008 WZ84
- (725370) 2008 WR89
- (725371) 2008 WZ90
- (725372) 2008 WM100
- (725373) 2008 WK102
- (725374) 2008 WW103
- (725375) 2008 WD107
- (725376) 2008 WJ111
- (725377) 2008 WP114
- (725378) 2008 WH115
- (725379) 2008 WU118
- (725380) 2008 WW121
- (725381) 2008 WN127
- (725382) 2008 WK128
- (725383) 2008 WM128
- (725384) 2008 WH130
- (725385) 2008 WR136
- (725386) 2008 WN142
- (725387) 2008 WD145
- (725388) 2008 WG145
- (725389) 2008 WP145
- (725390) 2008 WW145
- (725391) 2008 WY145
- (725392) 2008 WD146
- (725393) 2008 WS146
- (725394) 2008 WF147
- (725395) 2008 WK147
- (725396) 2008 WV148
- (725397) 2008 WC149
- (725398) 2008 WF149
- (725399) 2008 WL149
- (725400) 2008 WM149
- (725401) 2008 WP149
- (725402) 2008 WQ149
- (725403) 2008 WV149
- (725404) 2008 WZ149
- (725405) 2008 WP150
- (725406) 2008 WN152
- (725407) 2008 WC153
- (725408) 2008 WG153
- (725409) 2008 WU153
- (725410) 2008 WA154
- (725411) 2008 WV154
- (725412) 2008 WE155
- (725413) 2008 WK155
- (725414) 2008 WK156
- (725415) 2008 WL156
- (725416) 2008 WH157
- (725417) 2008 WK158
- (725418) 2008 WQ158
- (725419) 2008 WX158
- (725420) 2008 WQ159
- (725421) 2008 WU162
- (725422) 2008 WW162
- (725423) 2008 XP8
- (725424) 2008 XM9
- (725425) 2008 XG10
- (725426) 2008 XZ11
- (725427) 2008 XC12
- (725428) 2008 XN18
- (725429) 2008 XV19
- (725430) 2008 XL23
- (725431) 2008 XS23
- (725432) 2008 XA25
- (725433) 2008 XP26
- (725434) 2008 XV27
- (725435) 2008 XV32
- (725436) 2008 XU33
- (725437) 2008 XA34
- (725438) 2008 XS37
- (725439) 2008 XJ38
- (725440) 2008 XK39
- (725441) 2008 XM40
- (725442) 2008 XM46
- (725443) 2008 XB51
- (725444) 2008 XX57
- (725445) 2008 XZ57
- (725446) 2008 XM58
- (725447) 2008 XQ58
- (725448) 2008 XA59
- (725449) 2008 XO59
- (725450) 2008 XP59
- (725451) 2008 XR59
- (725452) 2008 XD60
- (725453) 2008 XK60
- (725454) 2008 XB61
- (725455) 2008 XW61
- (725456) 2008 XX61
- (725457) 2008 XZ61
- (725458) 2008 XU62
- (725459) 2008 XX62
- (725460) 2008 XM63
- (725461) 2008 XH64
- (725462) 2008 XY64
- (725463) 2008 XX65
- (725464) 2008 XY65
- (725465) 2008 XF68
- (725466) 2008 XV68
- (725467) 2008 YZ3
- (725468) 2008 YS6
- (725469) 2008 YH10
- (725470) 2008 YC11
- (725471) 2008 YQ12
- (725472) 2008 YE13
- (725473) 2008 YP19
- (725474) 2008 YC22
- (725475) 2008 YK26
- (725476) 2008 YO37
- (725477) 2008 YG39
- (725478) 2008 YR39
- (725479) 2008 YN41
- (725480) 2008 YK43
- (725481) 2008 YZ45
- (725482) 2008 YQ49
- (725483) 2008 YN50
- (725484) 2008 YJ55
- (725485) 2008 YQ56
- (725486) 2008 YQ58
- (725487) 2008 YZ59
- (725488) 2008 YC66
- (725489) 2008 YG66
- (725490) 2008 YK69
- (725491) 2008 YP72
- (725492) 2008 YW72
- (725493) 2008 YG73
- (725494) 2008 YN75
- (725495) 2008 YY76
- (725496) 2008 YB79
- (725497) 2008 YP81
- (725498) 2008 YF87
- (725499) 2008 YC88
- (725500) 2008 YL90
- (725501) 2008 YH92
- (725502) 2008 YU95
- (725503) 2008 YB97
- (725504) 2008 YF98
- (725505) 2008 YT104
- (725506) 2008 YK106
- (725507) 2008 YA107
- (725508) 2008 YH107
- (725509) 2008 YO115
- (725510) 2008 YP115
- (725511) 2008 YM122
- (725512) 2008 YT124
- (725513) 2008 YV125
- (725514) 2008 YW137
- (725515) 2008 YV139
- (725516) 2008 YX142
- (725517) 2008 YN143
- (725518) 2008 YV147
- (725519) 2008 YR149
- (725520) 2008 YA150
- (725521) 2008 YF157
- (725522) 2008 YQ162
- (725523) 2008 YE163
- (725524) 2008 YP169
- (725525) 2008 YT170
- (725526) 2008 YJ176
- (725527) 2008 YK176
- (725528) 2008 YF177
- (725529) 2008 YQ177
- (725530) 2008 YH178
- (725531) 2008 YK178
- (725532) 2008 YR178
- (725533) 2008 YT178
- (725534) 2008 YN179
- (725535) 2008 YS179
- (725536) 2008 YR180
- (725537) 2008 YP182
- (725538) 2008 YE185
- (725539) 2008 YF185
- (725540) 2008 YK185
- (725541) 2008 YQ186
- (725542) 2008 YK187
- (725543) 2008 YB189
- (725544) 2008 YK189
- (725545) 2008 YL191
- (725546) 2008 YE192
- (725547) 2008 YW192
- (725548) 2008 YM195
- (725549) 2009 AF2
- (725550) 2009 AL4
- (725551) 2009 AM6
- (725552) 2009 AB7
- (725553) 2009 AZ7
- (725554) 2009 AS8
- (725555) 2009 AY8
- (725556) 2009 AP22
- (725557) 2009 AN26
- (725558) 2009 AO31
- (725559) 2009 AF33
- (725560) 2009 AX34
- (725561) 2009 AL39
- (725562) 2009 AO52
- (725563) 2009 AZ53
- (725564) 2009 AL55
- (725565) 2009 AN55
- (725566) 2009 AQ56
- (725567) 2009 AR56
- (725568) 2009 AS56
- (725569) 2009 AH57
- (725570) 2009 AY57
- (725571) 2009 AF58
- (725572) 2009 AP59
- (725573) 2009 AJ61
- (725574) 2009 AJ62
- (725575) 2009 AW64
- (725576) 2009 AZ64
- (725577) 2009 AN65
- (725578) 2009 AV65
- (725579) 2009 AX65
- (725580) 2009 BR
- (725581) 2009 BF3
- (725582) 2009 BG4
- (725583) 2009 BA6
- (725584) 2009 BG12
- (725585) 2009 BQ15
- (725586) 2009 BO20
- (725587) 2009 BV33
- (725588) 2009 BV35
- (725589) 2009 BX35
- (725590) 2009 BD39
- (725591) 2009 BN39
- (725592) 2009 BY39
- (725593) 2009 BP41
- (725594) 2009 BU42
- (725595) 2009 BF46
- (725596) 2009 BG54
- (725597) 2009 BF61
- (725598) 2009 BR71
- (725599) 2009 BO72
- (725600) 2009 BS73
- (725601) 2009 BX76
- (725602) 2009 BC81
- (725603) 2009 BY95
- (725604) 2009 BZ96
- (725605) 2009 BU102
- (725606) 2009 BT103
- (725607) 2009 BH105
- (725608) 2009 BJ108
- (725609) 2009 BH109
- (725610) 2009 BE111
- (725611) 2009 BK114
- (725612) 2009 BT115
- (725613) 2009 BW116
- (725614) 2009 BD127
- (725615) 2009 BK136
- (725616) 2009 BB137
- (725617) 2009 BY139
- (725618) 2009 BS143
- (725619) 2009 BU143
- (725620) 2009 BP144
- (725621) 2009 BL145
- (725622) 2009 BU145
- (725623) 2009 BV145
- (725624) 2009 BA148
- (725625) 2009 BQ150
- (725626) 2009 BU155
- (725627) 2009 BS162
- (725628) 2009 BM163
- (725629) 2009 BU164
- (725630) 2009 BD165
- (725631) 2009 BM166
- (725632) 2009 BE168
- (725633) 2009 BQ168
- (725634) 2009 BT171
- (725635) 2009 BK176
- (725636) 2009 BU184
- (725637) 2009 BT185
- (725638) 2009 BA189
- (725639) 2009 BQ192
- (725640) 2009 BQ193
- (725641) 2009 BT193
- (725642) 2009 BT195
- (725643) 2009 BW195
- (725644) 2009 BC196
- (725645) 2009 BQ196
- (725646) 2009 BZ198
- (725647) 2009 BA199
- (725648) 2009 BD199
- (725649) 2009 BR199
- (725650) 2009 BZ199
- (725651) 2009 BF200
- (725652) 2009 BJ200
- (725653) 2009 BL200
- (725654) 2009 BN200
- (725655) 2009 BO200
- (725656) 2009 BB201
- (725657) 2009 BQ201
- (725658) 2009 BX201
- (725659) 2009 BZ201
- (725660) 2009 BC203
- (725661) 2009 BD203
- (725662) 2009 BZ203
- (725663) 2009 BC204
- (725664) 2009 BF204
- (725665) 2009 BU205
- (725666) 2009 BZ208
- (725667) 2009 BP209
- (725668) 2009 BW209
- (725669) 2009 BQ210
- (725670) 2009 BR211
- (725671) 2009 BT211
- (725672) 2009 BX213
- (725673) 2009 BQ217
- (725674) 2009 CC
- (725675) 2009 CX
- (725676) 2009 CF3
- (725677) 2009 CG3
- (725678) 2009 CN3
- (725679) 2009 CC5
- (725680) 2009 CA12
- (725681) 2009 CL13
- (725682) 2009 CB16
- (725683) 2009 CW16
- (725684) 2009 CF17
- (725685) 2009 CL17
- (725686) 2009 CL18
- (725687) 2009 CV23
- (725688) 2009 CE25
- (725689) 2009 CS27
- (725690) 2009 CE34
- (725691) 2009 CD36
- (725692) 2009 CA40
- (725693) 2009 CC40
- (725694) 2009 CQ40
- (725695) 2009 CP41
- (725696) 2009 CQ41
- (725697) 2009 CW41
- (725698) 2009 CL43
- (725699) 2009 CC46
- (725700) 2009 CK47
- (725701) 2009 CY47
- (725702) 2009 CJ56
- (725703) 2009 CK59
- (725704) 2009 CR61
- (725705) 2009 CX63
- (725706) 2009 CH64
- (725707) 2009 CO67
- (725708) 2009 CR67
- (725709) 2009 CE68
- (725710) 2009 CG68
- (725711) 2009 CS68
- (725712) 2009 CU68
- (725713) 2009 CD71
- (725714) 2009 CL71
- (725715) 2009 CM71
- (725716) 2009 CO71
- (725717) 2009 CB74
- (725718) 2009 CE74
- (725719) 2009 CZ74
- (725720) 2009 CF80
- (725721) 2009 DM4
- (725722) 2009 DG6
- (725723) 2009 DC7
- (725724) 2009 DG10
- (725725) 2009 DA13
- (725726) 2009 DN18
- (725727) 2009 DC19
- (725728) 2009 DC25
- (725729) 2009 DF27
- (725730) 2009 DS27
- (725731) 2009 DM28
- (725732) 2009 DZ28
- (725733) 2009 DH30
- (725734) 2009 DB33
- (725735) 2009 DH33
- (725736) 2009 DD37
- (725737) 2009 DU39
- (725738) 2009 DA58
- (725739) 2009 DE59
- (725740) 2009 DK62
- (725741) 2009 DL62
- (725742) 2009 DW62
- (725743) 2009 DY62
- (725744) 2009 DQ64
- (725745) 2009 DY65
- (725746) 2009 DP75
- (725747) 2009 DL76
- (725748) 2009 DQ76
- (725749) 2009 DN87
- (725750) 2009 DH88
- (725751) 2009 DE90
- (725752) 2009 DY90
- (725753) 2009 DH91
- (725754) 2009 DD98
- (725755) 2009 DY99
- (725756) 2009 DR114
- (725757) 2009 DL121
- (725758) 2009 DB133
- (725759) 2009 DW138
- (725760) 2009 DM140
- (725761) 2009 DU145
- (725762) 2009 DC146
- (725763) 2009 DO146
- (725764) 2009 DW146
- (725765) 2009 DB147
- (725766) 2009 DG147
- (725767) 2009 DQ147
- (725768) 2009 DD148
- (725769) 2009 DF148
- (725770) 2009 DG150
- (725771) 2009 DJ151
- (725772) 2009 DP151
- (725773) 2009 DA152
- (725774) 2009 DN152
- (725775) 2009 DP152
- (725776) 2009 DY152
- (725777) 2009 DF153
- (725778) 2009 DZ155
- (725779) 2009 DZ156
- (725780) 2009 DL157
- (725781) 2009 DU161
- (725782) 2009 EA3
- (725783) 2009 EG5
- (725784) 2009 EK25
- (725785) 2009 EE32
- (725786) 2009 EA33
- (725787) 2009 EJ33
- (725788) 2009 ET33
- (725789) 2009 EC34
- (725790) 2009 EE35
- (725791) 2009 EU35
- (725792) 2009 EW35
- (725793) 2009 EH36
- (725794) 2009 EV36
- (725795) 2009 EZ36
- (725796) 2009 EA37
- (725797) 2009 EH37
- (725798) 2009 EV37
- (725799) 2009 EA38
- (725800) 2009 EW38
- (725801) 2009 EP41
- (725802) 2009 EA43
- (725803) 2009 FY5
- (725804) 2009 FO6
- (725805) 2009 FU8
- (725806) 2009 FK10
- (725807) 2009 FG14
- (725808) 2009 FU16
- (725809) 2009 FE18
- (725810) 2009 FM19
- (725811) 2009 FN20
- (725812) 2009 FS28
- (725813) 2009 FA36
- (725814) 2009 FB38
- (725815) 2009 FU39
- (725816) 2009 FH43
- (725817) 2009 FJ45
- (725818) 2009 FK47
- (725819) 2009 FX49
- (725820) 2009 FV57
- (725821) 2009 FF59
- (725822) 2009 FT61
- (725823) 2009 FC62
- (725824) 2009 FO62
- (725825) 2009 FQ65
- (725826) 2009 FH67
- (725827) 2009 FV67
- (725828) 2009 FU77
- (725829) 2009 FR80
- (725830) 2009 FM82
- (725831) 2009 FT82
- (725832) 2009 FU82
- (725833) 2009 FE83
- (725834) 2009 FL83
- (725835) 2009 FQ83
- (725836) 2009 FM84
- (725837) 2009 FB85
- (725838) 2009 FN86
- (725839) 2009 FQ86
- (725840) 2009 FR86
- (725841) 2009 FK87
- (725842) 2009 FN87
- (725843) 2009 FW87
- (725844) 2009 FY87
- (725845) 2009 FG89
- (725846) 2009 FJ89
- (725847) 2009 FJ90
- (725848) 2009 FL90
- (725849) 2009 FC91
- (725850) 2009 FZ91
- (725851) 2009 FF92
- (725852) 2009 FZ95
- (725853) 2009 GL1
- (725854) 2009 GW6
- (725855) 2009 GP7
- (725856) 2009 GQ7
- (725857) 2009 GC8
- (725858) 2009 GF8
- (725859) 2009 GG8
- (725860) 2009 GM8
- (725861) 2009 GT8
- (725862) 2009 HK6
- (725863) 2009 HQ12
- (725864) 2009 HH16
- (725865) 2009 HE18
- (725866) 2009 HQ19
- (725867) 2009 HJ28
- (725868) 2009 HB29
- (725869) 2009 HU33
- (725870) 2009 HT34
- (725871) 2009 HR37
- (725872) 2009 HD42
- (725873) 2009 HJ42
- (725874) 2009 HF52
- (725875) 2009 HT54
- (725876) 2009 HL55
- (725877) 2009 HY55
- (725878) 2009 HZ57
- (725879) 2009 HR61
- (725880) 2009 HO71
- (725881) 2009 HR74
- (725882) 2009 HV83
- (725883) 2009 HQ84
- (725884) 2009 HY85
- (725885) 2009 HK86
- (725886) 2009 HA87
- (725887) 2009 HL87
- (725888) 2009 HL93
- (725889) 2009 HZ94
- (725890) 2009 HD95
- (725891) 2009 HF98
- (725892) 2009 HQ102
- (725893) 2009 HY106
- (725894) 2009 HK110
- (725895) 2009 HW110
- (725896) 2009 HZ110
- (725897) 2009 HJ111
- (725898) 2009 HK111
- (725899) 2009 HY111
- (725900) 2009 HH112
- (725901) 2009 HL112
- (725902) 2009 HS112
- (725903) 2009 HT112
- (725904) 2009 HM113
- (725905) 2009 HQ113
- (725906) 2009 HU113
- (725907) 2009 HB114
- (725908) 2009 HQ114
- (725909) 2009 HH115
- (725910) 2009 HE116
- (725911) 2009 HG116
- (725912) 2009 HJ116
- (725913) 2009 HB117
- (725914) 2009 HW117
- (725915) 2009 HK118
- (725916) 2009 HY118
- (725917) 2009 HZ118
- (725918) 2009 HE119
- (725919) 2009 HW119
- (725920) 2009 HB121
- (725921) 2009 HG121
- (725922) 2009 HP122
- (725923) 2009 HY122
- (725924) 2009 HQ123
- (725925) 2009 HO125
- (725926) 2009 JU2
- (725927) 2009 JB3
- (725928) 2009 JY3
- (725929) 2009 JB8
- (725930) 2009 JV8
- (725931) 2009 JM9
- (725932) 2009 JQ13
- (725933) 2009 JD14
- (725934) 2009 JK15
- (725935) 2009 JA20
- (725936) 2009 JD20
- (725937) 2009 JW20
- (725938) 2009 JC21
- (725939) 2009 JM21
- (725940) 2009 JN21
- (725941) 2009 JE23
- (725942) 2009 KT10
- (725943) 2009 KA12
- (725944) 2009 KG12
- (725945) 2009 KF14
- (725946) 2009 KQ15
- (725947) 2009 KH16
- (725948) 2009 KE20
- (725949) 2009 KU22
- (725950) 2009 KH26
- (725951) 2009 KV26
- (725952) 2009 KP27
- (725953) 2009 KR27
- (725954) 2009 KA28
- (725955) 2009 KV28
- (725956) 2009 KD35
- (725957) 2009 KW37
- (725958) 2009 KY38
- (725959) 2009 KC39
- (725960) 2009 KG39
- (725961) 2009 KR39
- (725962) 2009 KT39
- (725963) 2009 KN40
- (725964) 2009 KR40
- (725965) 2009 KW40
- (725966) 2009 KR41
- (725967) 2009 KS41
- (725968) 2009 KW41
- (725969) 2009 KA42
- (725970) 2009 KP42
- (725971) 2009 KR42
- (725972) 2009 KT42
- (725973) 2009 KU42
- (725974) 2009 KL43
- (725975) 2009 LL3
- (725976) 2009 LN4
- (725977) 2009 LS5
- (725978) 2009 MH2
- (725979) 2009 MX5
- (725980) 2009 MZ5
- (725981) 2009 MJ6
- (725982) 2009 MG9
- (725983) 2009 MO10
- (725984) 2009 MS10
- (725985) 2009 MG12
- (725986) 2009 NR
- (725987) 2009 OX14
- (725988) 2009 OF18
- (725989) 2009 OE26
- (725990) 2009 OK26
- (725991) 2009 OL26
- (725992) 2009 OQ26
- (725993) 2009 OY27
- (725994) 2009 OA28
- (725995) 2009 OC28
- (725996) 2009 PM13
- (725997) 2009 PZ21
- (725998) 2009 PN23
- (725999) 2009 PQ23
- (726000) 2009 QX3